# 阿维莱尔
阿维莱尔（法語：Avillers）是法国洛林大区孚日省的一个市镇，属于埃皮纳区沙尔梅县。该市镇2009年时的人口为84人。

## 人口
阿维莱尔人口变化图示
| 数据来源：INSEE |